# マリリン・ウォルツ
マリリン・アーディス・ ウォルツ Marilyn Ardith Waltz（ウィスコンシン州ウォキショー出身、オレゴン州メドフォードで死去、1931年11月5日 - 2006年12月23日）は、アメリカ合衆国の女優・モデル。

## 人物
マリリン・ウォルツとして知られており、米PLAYBOY誌の1954年2月号、1954年4月号、1955年4月号のプレイメイトであった。彼女は3回プレイメイトになった初の女性である（2008年9月現在、3回なったのは彼女とジャネット・ピルグリムの2人のみ）。但し彼女がPLAYBOYに初登場した時は、マーガレット・スコット名義であった。その後長年の間、マリリンとマーガレットは別人であると思われてきた。2人が同一人物であることが明らかにされたのは、1990年代中頃になってからであった。
1996年の「プレイメイト・ブック」に備えて写真に目を通していたヒュー・ヘフナーは、この2人のモデルが完全に類似していることに気がついた。彼は本の中でこれについて推測している。「私は本のために集められた写真の類似に気がついただけでした。（ヘフナーは、どちらの写真もカレンダー会社から購入した）そして、マーガレット・スコットの名前は当時活動中だったピンナップ・モデルのリストには見当たりませんでした。そしてカメラマンの誰もが、その名前のモデルを思い出せませんでした。」このように彼女は42年間知られる事なく、3回出演のタイ記録を保持していた。最終的にマリリンは、彼女がマーガレット・スコットである事実をPLAYBOYに報告した。
彼女の写真は典型的な50年代のものに見えるが、近年では、彼女の時代としては抜きん出て手入れの行き届いた、美しい女性であるとみなされている。ウォルツは1954年の他のどのプレイメイトよりも、多くのファンレターを受け取った。（皮肉にもマーガレット・スコットとしての出演に対してであるが。）現在においても、彼女は1950年代の最も美しいピンナップ・モデルの1人であると考えられ、1954年2月号のマーガレット・スコットの見開きページは、優れて歴史的価値を持つとみなされている。
ウォルツは1958年1月16日にブレック・ジョーダンと結婚し、以後は彼の姓を名乗った。彼らには2人の子供と3人の孫がいる。ウォルツは歌手でもあり、プロの女優でもあった。また、PLAYBOYの仕事以前にも他の男性誌に出演した。後半生において、マリリンは南カリフォルニアの不動産会社のオーナーとして成功した。1993年に彼女はオレゴン州に転居し、1996年に引退するまで、メドフォードの別の会社で働いた。